# Egybolis cameroona
Egybolis cameroona är en fjärilsart som beskrevs av Bethune-Baker 1927. Egybolis cameroona ingår i släktet Egybolis och familjen nattflyn. Inga underarter finns listade i Catalogue of Life.